# Mătăcina, Vrancea
Mătăcina este un sat în comuna Valea Sării din județul Vrancea, Moldova, România. Se află în partea de nord a județului, în Subcarpații de Curbură, pe malul stâng al Putnei. La recensământul din 2002 avea o populație de 235 locuitori. Biserica de lemn cu hramul „Cuvioasa Paraschiva” datează din 1772.